# Аура Лоліта Чавес Іскакік

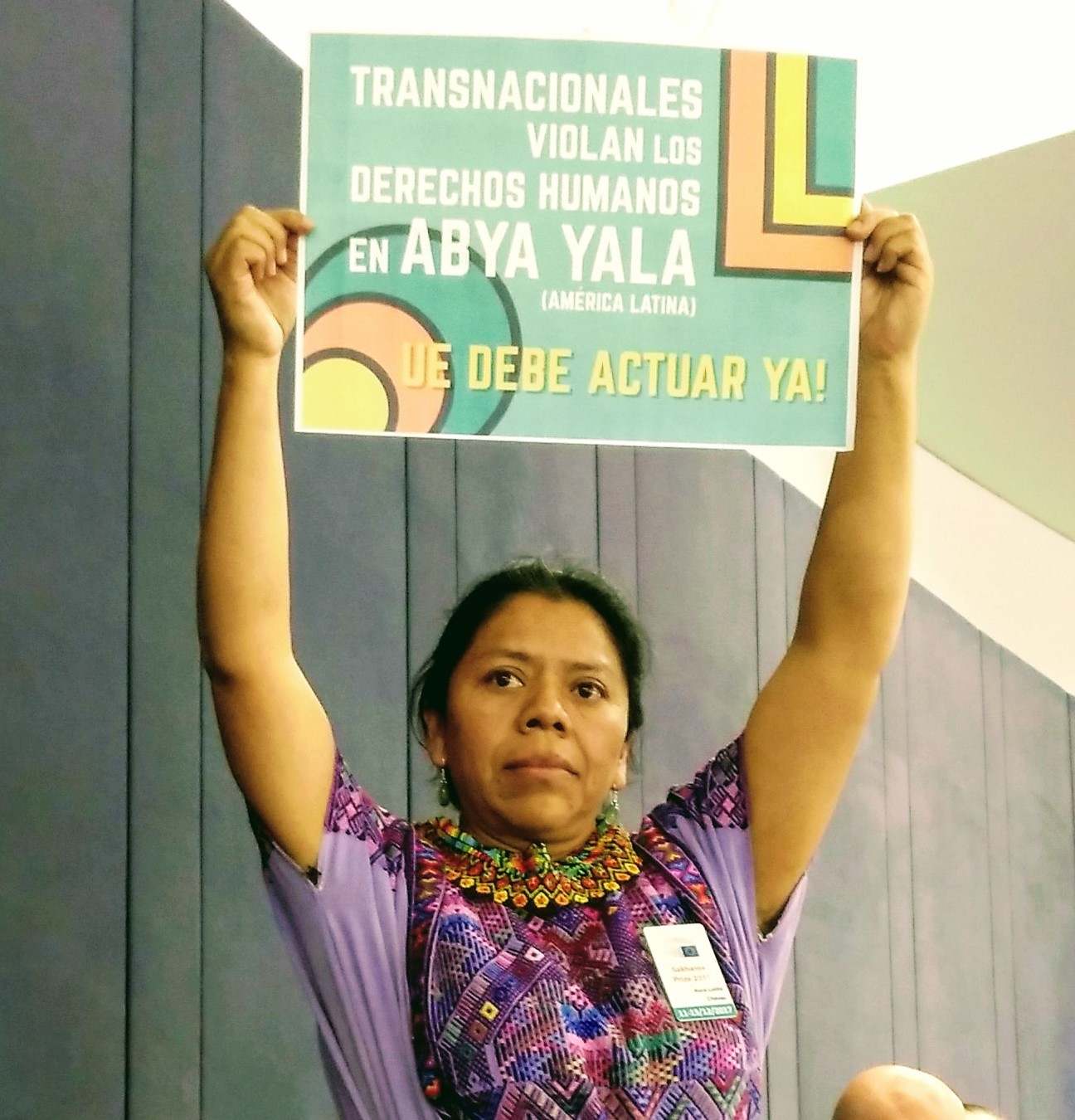
В Європарламенті

Аура Лоліта Чавес Іскакік (нар. 15 вересня 1972), відома як Лоліта — гватемальська феміністка і лідерка корінного населення Гватемали, міжнародна лідерка в боротьбі за збереження природних ресурсів. Стала фіналісткою премії Сахарова з прав людини 2017 року, коли жила в Країні Басків в Іспанії через погрози смертю у власній країні.

## Життєпис
Народилася в місті Санта-Крус-дель-Кіче в регіоні Ель-Кіче на заході Гватемали. Наймолодша з чотирьох братів і сестер.
Членкиня Ради народів кіче на захист життя, материнської природи, землі та території (РНК), заснованої 2007 року для боротьби з наслідками Угоди про вільну торгівлю між Домініканською Республікою та Центральною Америкою. Організація визначається як «сукупність громад, які організувалися для захисту своїх територій, свого права на самовизначення, а також права на життя, якого бажають корінні народи». Також проводить кампанії проти насильства щодо жінок.
4 липня 2012 року взяла участь у мирній демонстрації проти мера Санта-Крус-дель-Кіче, члена Патріотичної партії. На зворотному шляху її автобус потрапив у засідку, влаштовану групою чоловіків, озброєних мачете, ножами та палицями. Постраждали чотири жінки. 7 червня 2017 року група озброєних людей напала на неї та деяких інших членів РНК і змусила їх тікати. Їй погрожували вбивством.
У власній країні їй загрожує смерть, тому від 2017 року живе в Країні Басків у Іспанії.

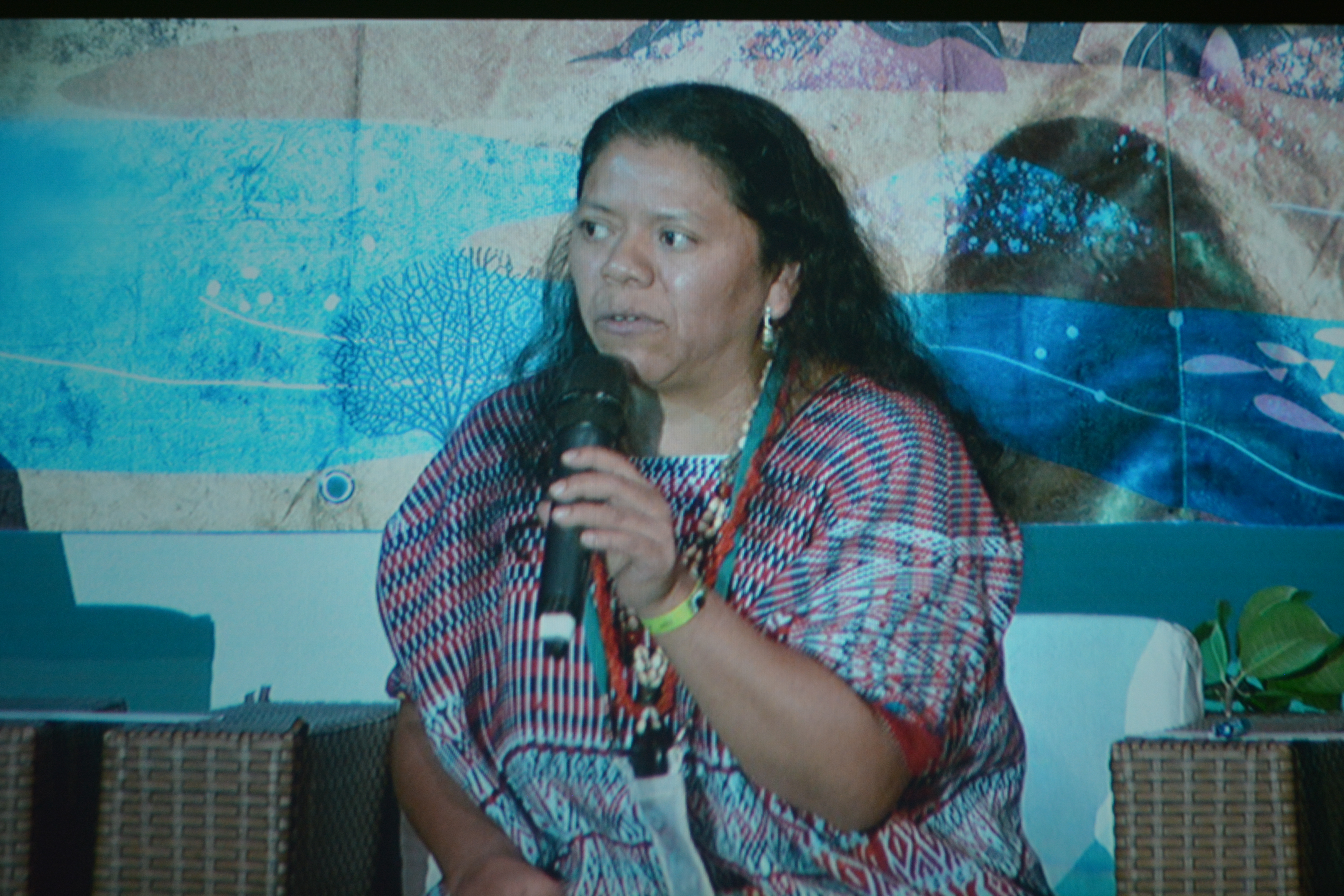
Фінаоістка премії Сахарова 2017

У жовтні 2017 року Європарламент включив Чавес до трійки фіналістів премії Сахарова з прав людини.
У січні 2018 року вона отримала нагороду Ігнасіо Еллакуріа від леендакарі баскського уряду Іньїго Уркулью за діяльність із захисту землі народу кіче від експлуатації.